# サイニャブーリー県
サイニャブーリー県（サイニャブーリーけん、ラオ語：ແຂວງໄຊຍະບູລີ/英語：Sainyabuli）はラオス人民民主共和国・北西部の県の一つ。

## 地理
- メコン川の西にあり、ラオス人民民主共和国とタイ王国が接する地帯に位置する。
- サイニャブーリー県は、国内のウドムサイ県、ルアンパバーン県、ヴィエンチャン県と接し、タイのルーイ県、ピッサヌローク県、ウッタラディット県、ナーン県、パヤオ県とも接している。

## 歴史
- 1904年に、今の県の地域はシャムの朝貢国であったナーン王国からフランス領インドシナに譲渡された。
- 1941年に、ラーンチャーン県に改名して再びタイ領となった。
- 1946年に、タイからフランスへ返還され、再び戦前の名前だったサイニャブーリー県に戻した。
- 1949年のラオス独立に伴い、ラオス領となった。
- ラオス内戦中、この地域は、違法木材貿易における軍事組織の関与の中心地だったと伝えられている。[1]
- 1984年6月6日にラオス・タイ間で三村問題が勃発。
- 1987年12月 - 1988年2月 タイ・ラオス国境戦争（英語版）（タイ側はピッサヌローク県・ウッタラディット県）戦死者1000人

## 産業
- 毎年2月ごろにホンサー郡で行われるエレファントフェスティバルは有名で、国内外から観光客がアジアゾウを見に訪れる。
- インフラ整備の遅れが足枷となっている。

## 行政区分
1. 08-09 ボーテーン郡（ベトナム語版）
2. 08-03 ホンサー郡（ベトナム語版）
3. 08-08 ケンターオ郡（ベトナム語版）
4. 08-02 コープ郡（ベトナム語版）
5. 08-04 グン郡（ベトナム語版）

1. 08-07 パークラーイ郡（ベトナム語版）
2. 08-06 ピエン郡（ベトナム語版）
3. 08-10 トンミーサイ郡（ベトナム語版）
4. 08-01 サイニャブーリー郡（英語版）
5. 08-05 シエンホーン郡（ベトナム語版）